# P'et're Mshvenieradze
P'et're Mshvenieradze (in georgiano პეტრე მშვენიერაძე?; Tbilisi, 24 marzo 1929 – Mosca, 3 giugno 2003) è stato un pallanuotista sovietico, vincitore di una medaglia d'argento all'Olimpiade di Roma 1960 ed una di bronzo a Melbourne 1956.
Era il padre di Giorgi e Nugzari, a loro volta pallanuotisti.